# Lei e ordem
Lei e ordem (em inglês: law and order) foi a política criminal vigente nos Estados Unidos, em especial a partir dos anos 1980. Seus teóricos, em linhas gerais, endossam uma maior atuação policial de modo a restaurar a ordem nos grandes centros urbanos e diminuir a criminalidade. O Law and Order serviu como contraponto ao abrandamento da repressão policial que se deu no período após a Segunda Guerra Mundial e se justificava pela necessidade de combater os pequenos delitos ou atos de delinquência que se multiplicavam nas metrópoles, os quais causavam uma sensação generalizada de insegurança.
Essa política criminal ganhou embasamento teórico com a publicação, em 1975, da obra Pensando sobre o delito, do criminólogo James Q. Wilson, associado à direita punitiva americana, e ganhou fama com o livro Fixing Broken Windows, dos também criminólogos George L. Kelling e Catherine M. Coles. Suas aplicações práticas manifestaram-se no governo Ronald Reagan (1981-1989) e, posteriormente, no governo de Rudolph Giuliani, prefeito de Nova Iorque entre 1994 e 2001.

## A questão da polícia
A política criminal da Lei e Ordem possui foco preciso na atuação da força policial, no modo pelo qual a polícia interfere e modifica o cotidiano do cidadão. Deste modo, com o advento deste modelo, seguiram-se estudos e comparações sobre o trabalho desenvolvido pela polícia em diversas cidades americanas. 
Os defensores desta política sempre viram a polícia como componente essencial na manutenção da ordem nas comunidades e nos bairros. A partir do início do século XX, no entanto, a instituição mergulhou numa grave crise: os policiais, que originalmente eram incumbidos de manter a ordem e preservar a paz, agora acumulavam diversas funções dentro da sociedade. O regimento de Nova Iorque nesta época abrangia controle de diversas localidades públicas, combate à mendicância e à prostituição, e até assistência provisória a imigrantes desempregados.
A corrupção também se tornou um problema. Com a ampliação de seu rol de funções, os policiais ficaram cada vez mais sob influência de forças políticas, submetendo-se a políticos locais e recebendo subornos para assegurar a aplicação de leis impopulares (como as leis de consumo de álcool). Além disso, a própria atuação da polícia envolvia abuso a algumas minorias, não só afro-americanos, mas também imigrantes de outras etnias. Esta realidade, aliada a outros escândalos, trouxe grande descrédito à polícia como instituição, carimbando-lhe reputação de corrupção, brutalidade e ineficiência.
Inserido num clima de reformismo, O. W. Wilson, um dos maiores teóricos sobre a polícia de sua época, partiu à defesa de um novo modelo policial no qual se afunilariam as funções policiais na sociedade, o que evitaria discricionariedade da polícia. Tal modelo também envolvia locomoção policial por meio de carros dotados de rádios, o que por uma lógica simples tornaria mais rápida a coordenação e ampliaria a área de varredura dos policiais, aumentando a probabilidade de prevenção de crimes. A reforma receberia influência também de Frederick Taylor, o qual era adepto a teorias de “cientifização”. Taylor iria teorizar a nova modulação administrativa da polícia, com maior centralidade e divida em níveis, promovendo maior simplicidade e rotinização de taferas”.
Esta reforma ainda contaria com o sistema de “911”. Este sistema baseava-se na atuação descentralizada e deslocalizada da polícia, a qual mantinha seu deslocamento feito por meio de veículos motorizados mediante chamada telefônica pelo número 911. Tal modelo visava encabeçar os policiais como verdadeiros “combatentes do crime”, mas teria apresentado diversos defeitos práticos e inconstâncias ao longo das décadas seguintes.
Este novo modelo policial logo começou a ser criticado pelos cidadãos, principalmente minorias, no modo como eram tratados pelos policiais (diga-se com certo desprezo). Além disso, grande parte das críticas figurava como um clamor pela volta das patrulhas a pé. A população acabou se distanciando da polícia pelo fato de estes usarem apenas veículos e não terem atuação vinculada a áreas definidas, o que tornou os bairros “ambientes estranhos”, contribuindo para a discricionariedade da polícia, abusos de poder e reprovação popular. A polícia não conhecia a realidade de cada região e, portanto, não saberia o melhor modo de agir ou mesmo qual era a vontade da comunidade. As patrulhas motorizadas mostraram-se ineficazes na prevenção do crime ao passo que Alberto Reiss realizou uma pesquisa em Chicago e concluiu que 93% das prisões realizadas pela polícia eram resultado de chamadas iniciadas pelos próprios cidadãos. Outros dados revelaram que o aumento do número de patrulhas preventivas não possuía relação com diminuição do grau de criminalidade nas regiões ou mesmo sobre a percepção de segurança dos cidadãos, o que novamente demonstrava o efeito das patrulhas a pé como diferencial nestes quesitos. Além disso, descobriu-se que grande parte das demandas da população não tinha relação com crimes, e que a polícia exercia grande esforço prático para tentar satisfazê-las, ou seja, houve um retorno às funções originais de manutenção de ordem e paz através de demandas populares.
Como críticas antigas, a polícia possuía o costume de adotar um determinado segmento da população – geralmente uma minoria - como seu inimigo, problema que era agravado pela própria organização da atuação policial, descentralizada e deslocalizada, colocando o indivíduo num bairro totalmente desconhecido. Neste panorama, temos que a alternativa de patrulhas a pé geraria uma conexão entre a população e a força policial, tornando o trabalho de prevenção mais efetivo ao passo que o indivíduo conhece a vizinhança e seus moradores, podendo partir para uma abordagem menos baseada no preconceito e sim na informação.

## Evolução Histórica dos Modelos Policiais
No início dos anos 50, nos Estados Unidos, as instituições ligadas ao direito penal eram providas de larguíssima discricionariedade, o que deixava a população comum alheia à sua atuação. Neste contexto, destaca-se a atividade dos policiais, pois, embora a população acreditasse que estes agiam no estrito cumprimento da lei, isso de fato não ocorria. A exemplo disto, o policial poderia dissolver um grupo de pessoas que conversavam na rua, e estes prontamente obedeceriam as ordens do agente da lei, acreditando que se tratava de cumprimento da lei. Entretanto, tais "ordens" possivelmente poderiam decorrer apenas da discricionariedade do polícia, a qual muitas vezes ordenava contra a própria lei. Esta realidade culminou em diversos casos de pessoas sendo detidas sem que houvesse a prática de crime tipificado, apenas por procederem de maneira diversa à concepção de ordem pública desejada pelo policial ou sob a alegação de que determinada conduta lícita teria ligação com outra questão.
Devido ao desconhecimento das pessoas comuns sobre os procedimento da atuação policial no âmbito do controle social e seus limites, esta discricionariedade exagerada não promovia comoção social, pois era de difícil visualização e de algum modo os cidadãos acreditavam que era uma prerrogativa legal da policial em agir deste modo.
Essa situação começou a mudar com a pesquisa empreendida pela American Bar Foundation (ABF), liderada pelo Professor Frank Remington, a qual se debruçava sobre o funcionamento das as agências de justiça criminal e sobre atuação de seus agentes, e não sobre dados estatísticos acerca de quanto indivíduos foram encarcerados ou quais crimes cometeram, como era comum ser o foco na época. Esta pesquisa concluiu que existia um elevado grau de discricionariedades cabíveis a estes agentes (policiais, promotores, juízes), onde muitas vezes a custódia de um indivíduo poderia se dar pela simples e imprecisa alegação de que a lei penal foi violada, o que, materialmente, era uma forma de manter a “ordem social”.
Em 1969, foi escrita pelo Professor Kenneth Culp Davisa a famosa obra Discritionary Justice : A Preliminary Inquiry,  na qual é reafirmada a discricionariedade dos agentes ligados ao direito penal, evidenciando a maior relevância deste fenômeno na atividade Policial. Justificava-se que a discricionariedade da qual o policial se valia ao analisar determinada conduta era ferramenta necessária para a atuação da discricionariedade dos outros agentes, como Promotores e Juízes. Este mesmo estudo também mostrou que o direito penal vinha sendo utilizado para lidar com diversos problemas sociais, não apenas para tratar a questão de crimes graves, os quais vinham se tornando cada vez mais a exceção nos códigos penais.
Verificou-se que a atuação dos agentes que compunham o sistema penal criou um "direito penal de consenso" entre estes, no qual o tratamento dos acusados não era generalizado de acordo com o crime cometido, mas sim pelas condições globais de seu acontecimento.  Isto se dava pelo poder discricionário dos agentes, os quais poderiam considerar penalmente irrelevante um senhor de bom status social cochilar em banco público, mas relevante do ponto de vista penal um mendigo que tem a mesma atitude.

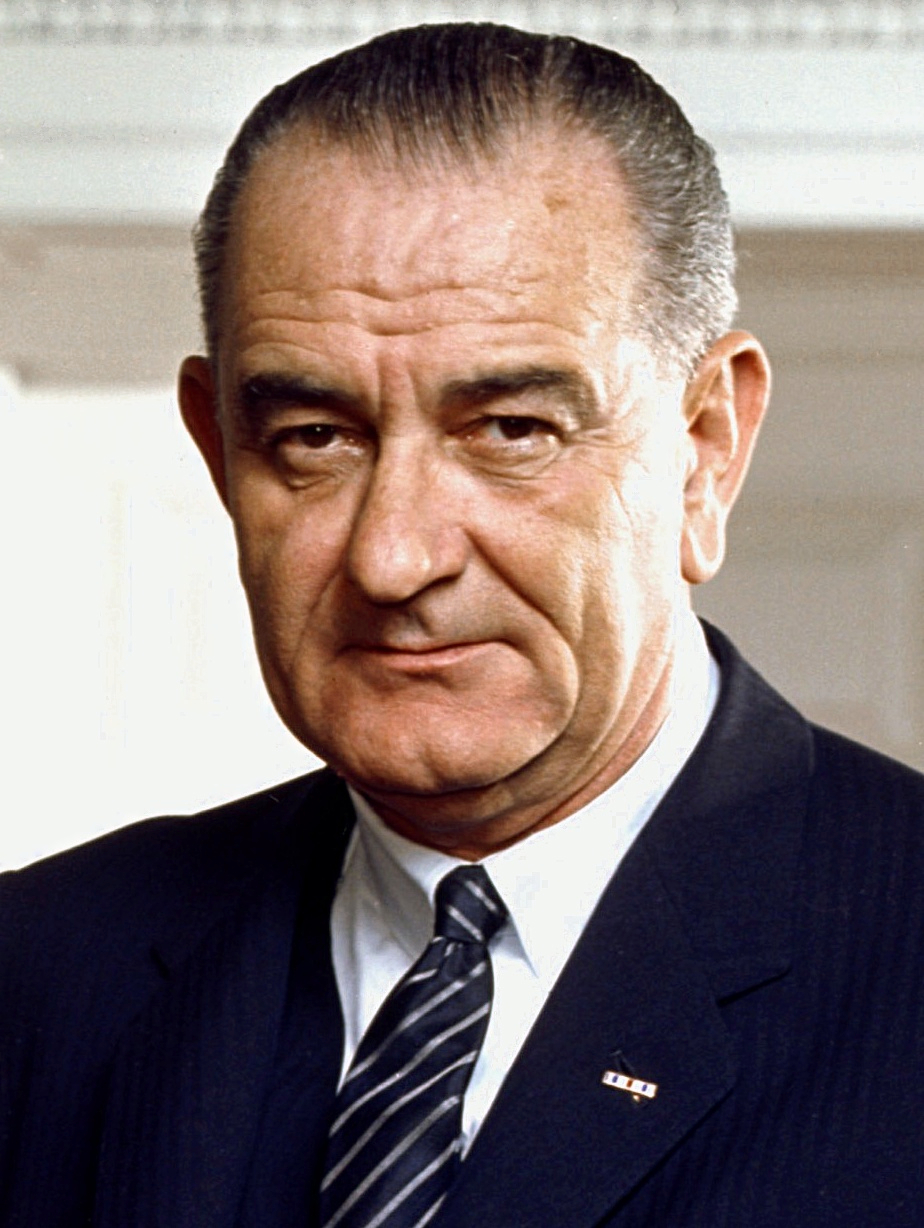
Lyndon B. Johnson.

O reflexo da pesquisa feita pela ABF foi perceptível a partir de 1965, no governo do presidente Lyndon B. Johnson, que criou uma comissão especial para discutir a aplicação e administração da justiça. Tal Comissão, preocupada com o aumento da violência ao longo dos anos 60 e com o temor popular do abuso da discricionariedade por parte da polícia, juntamente com pesquisadores de renomadas universidades americanas, promove um série de pesquisas sobre a atuação e a prática da discricionariedade na atividade policial. A conclusão destes levantamentos é de que na realidade o policial lidava muito pouco com a matéria propriamente penal durante sua rotina de trabalho: sua prática diária é a discricionariedade. Prova desta afirmação é a numerosa quantidade de inquéritos relacionados à violência doméstica que alcançaram resultados controversos ou inconclusivos, assim demonstrando a discricionariedade de promotores e policiais a qual formava a chamada “lei consensual”. Este dado reflete a ideia dos agentes penais de que o estado não deveria intervir em questões familiares, embora a agressão física fosse tipificada.
Muitos intelectuais passaram a defender o controle desta prática na atividade policial, até mesmo chegando a propor a extinção da mesma, principalmente no tocante a efetuar prisões. A exemplo destes últimos, destaca-se o médico Joseph Goldstein, o qual defendia que aos policiais não se deve delegar a discricionariedade de invocar ou não a lei penal no caso concreto, tendo sempre de invocá-la (full enforcement). Caso contrário, cair-se-ia em um processo criminal não democrático e extremamente subjetivista, uma vez que a norma aplicada poderia ser mero fruto do consenso dos agentes da justiça penal, contrariando as disposições do poder Legislativo eleito. 

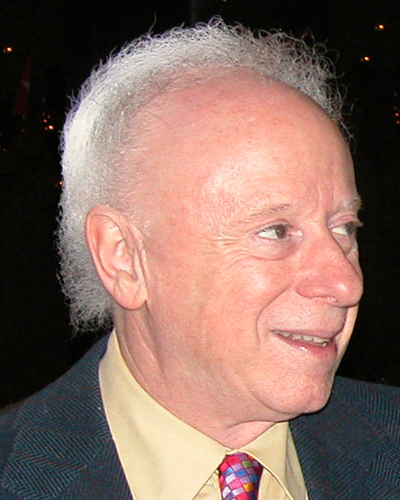
Joseph Goldstein.

Goldstein propõe que os policias procedam no estrito cumprimento da lei e não se ocupem de nada que não seja a aplicação desta, ou seja, erradicando a discricionariedade. Ele propõe que o legislativo se ocupe de definir as prioridades da atividade policial, além de controlar seus poderes investigativos e, por fim, criar guias de procedimento policial. Esta mudança trouxe certas consequências iníquas: a polícia por diversas vezes era utilizada pelo legislativo para reprimir problemas menores, como a prostituição, ao invés de resolver problemas mais danosos à sociedade. Além de demonstrar incapacidade técnica ou desinteresse em regular o comportamento do policial frente à miríade de possibilidades de atuação deste, o legislador angariava visibilidade mediante o uso populista da polícia, que de regra é pautado pela tônica da repressão exagerada. O judiciário também impunha controle sobre a atividade policial ao julgar determinada conduta da corporação como abusiva ou como aceitável, fazendo com que a jurisprudência também contribuísse para a construção de um padrão de atuação policial. Por fim, a promotoria também detinha sua atuação em relação de dependência com a discricionariedade policial, uma vez que não poderia oferecer denúncia caso houvesse entendimento de que a atuação policial foi abusiva, já que não haveria violação à legislação penal.
Destas reformas vieram pesquisas e novas ideias, inclusive por intermédio de pressão popular, que exigia ordem pública e clamava por uma polícia que atuasse apenas de acordo com a lei, com baixo grau de discricionariedade. O resultado destas pressões foi a criminalização de diversos comportamentos comuns tidos como danosos à ordem.
Foi desenvolvido um novo modelo policial que se estabeleceu ao longo dos anos 1970. Tal modelo preconizava uma sistematização repressiva ao delito, ou seja, a polícia funcionaria de modo “industrial”, reprimindo todo comportamento tido como ilegal. Para assegurar a eficiência, o policial era bem equipado, com armas modernas e carros potentes, entretanto ele não se integrava à comunidade onde atuava, já que passou a ser chamado ao local para reprimir o delito pela aplicação do direito penal, ainda que posterior ao fato. Este modelo de policiamento é bastante repressivo e pouquíssimo preventivo, uma vez que o policial só pode agir quando o crime já foi praticado. A redução da discricionariedade impede que o policial, por exemplo, intervenha contendo um morador de rua com comportamento violento, uma vez que ele ainda não feriu ninguém, logo não praticou conduta tipificada como crime. Para satisfazer a população que demandava por criminalização de comportamentos como no caso supra referido, o legislador passa a criminalizar esse tipo de conduta. A título de exemplo, a mendicância que passou a ser criminalizada pelo código penal da Califórnia. Deste modo, a polícia passa a ter legitimidade para intervir em uma situação como esta, a custo da elevação a população carcerária.
Normas que criminalizavam conduta tidas como ofensivas à ordem pública foram largamente questionadas quanto à sua constitucionalidade. Entretanto, esta questão não era tão clara em casos concretos, como na norma aplicada em Nova York. Lá proibia-se a mendicância agressiva, tendo algumas das qualificações deste delito bloquear o passeio público, seguir transeunte, tocar outrem sem consentimento, usar vocabulário ofensivo ou qualquer situação constrangesse alguém a dar dinheiro. Para incidir neste crime, o pedinte poderia ter diversos comportamentos, desde que constrangesse a pessoa, o que dependia da situação fática para que se possa dizer se ouve ou não delito. Deste modo o policial teria de agir com discricionariedade para enquadrar ou não a conduta ao tipo penal. 
A fim de evitar o abuso da discricionariedade, atividade já verificada como inerente à atuação policial, mesmo que passível de redução, Frank Remington percebe todas as falhas de um controle legislativo dos procedimentos de ação policial em seu livro The Challenge of Crime in a Free Society. Nele, propõe a ideia de limitar a discricionariedade do policial internamente, dentro da corporação da qual faz parte. A própria policia desenvolveria, juntamente à comunidade ao seu redor, linhas de atuação e definiria formas de ação policial frente a determinados comportamentos. Esse modelo, é superior do ponte de vista regulatório pois a polícia sabe melhor as situações que passa no dia-a-dia, assim pode definir de modo mais preciso qual a melhor forma de agir. Estes direcionamentos que definem o agir no caso concreto e elaboram princípios norteadores da atividade policial são chamados pelo autor de Guidelines.

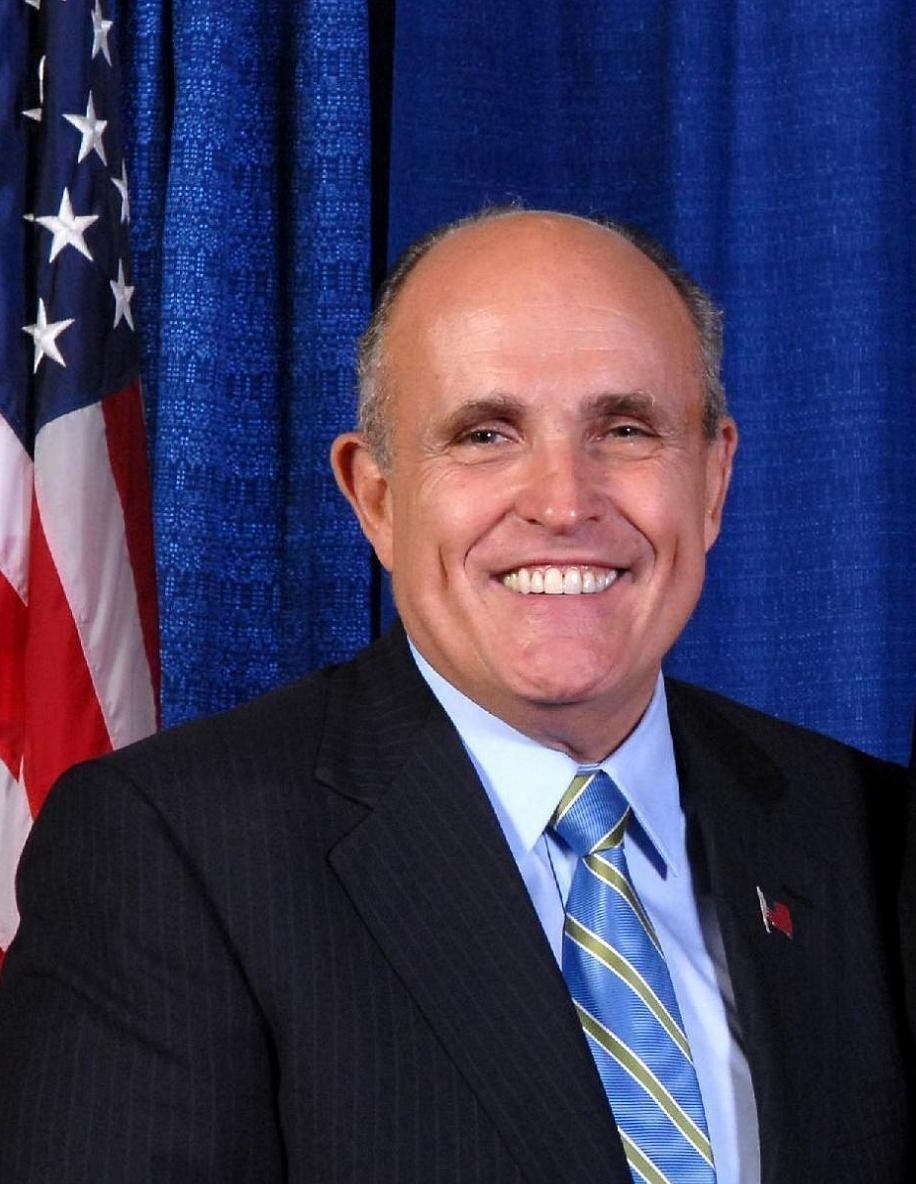
Rudolph Giuliani.

Nos anos 1990, o prefeito da cidade de Nova York Rudolph Giuliani empreende uma reforma na polícia. Este novo modelo propõe que o policial esteja verdadeiramente integrado na sociedade, conheça os moradores do bairro e seja um elemento presente da vida cotidiana, transmitindo uma ideia de segurança. Acreditava-se que a sensação de insegurança era contínua no antigo modelo, visto que o policial não estava próximo da comunidade, mas ele apenas agia se um delito tivesse ocorrido; então, a presença do agente de segurança pública não intimidava os malfeitores. Era generalizada a sensação de que a policia nada fazia, já que seu trabalho não era visto pela população, e sua capacidade de resolver problemas era baixa. O policial não resolvia pequenos problemas; assim, se alguém passasse mal não poderia contar com a ajuda do policial, nem tampouco este poderia intervir para impedir a desordem e o temor público que um bêbado ou um grupo de jovens poderiam causar, a menos que configurasse crime. Diferentemente, o novo modelo, chamado de “Community Policing” põe como um dos focos da atividade policial “resolver problemas”. O agente de segurança pública tem de garantir as liberdades públicas e agir dentro da lei, mas pode juntamente da comunidade definir suas prioridades e modos de atuação, o policial pode até mesmo interferir em questões que não toque o direito penal, desde que sejam importantes para resolver problemas da comunidade, mas sempre respeitando a lei. Ao resolver problemas locais o policial ganha legitimidade para sua autoridade, dirime a ideia de que a polícia não faz nada e passa a reconquistar o sentimento de segurança e bem estar para a vizinhança. É vital que o policial conheça a comunidade que protege, assim é possível ser mais preciso ao aplicar sua discricionariedade, método necessário para resolver os problemas locais e cumprir sua larga gama de funções. Um exemplo desta atuação intervencionista fora do âmbito penal pode ser descrita por um morador de rua que pede dinheiro em frente a uma creche. Nesta situação fática, o policial deve conhecer também o morador de rua a fim de prever seu comportamento usual. Assim, embora todos tenham o direito de ir e vir, o policial se souber que ele costumar ser agressivo pode pedir que o morador de rua se desloque para outro local no horário em que as crianças saem da creche, se souber que ele costuma ser agressivo ou intimidador. Por outro lado, se a polícia souber que tal indivíduo tem hábitos pacíficos deve permitir que ele permaneça, visto que a discricionariedade do policial deve ser orientada por sua experiência na comunidade em que atua.
É de relevância capital para este modelo de policiamento manter a comunidade “em ordem”. Todo tipo de perturbação da ordem pública deve ser resolvido pelo policial, do contrário irá resultar em uma perda do espaço público pela comunidade, uma vez que esta terá medo de frequentá-lo. Um local abandonado passa a se degradar cada vez mais, não só retirando da vizinhança a sensação de segurança trazida pela polícia comunitária, mas também a real segurança, uma vez que estes ambientes são largamente criminógenos. 
Em suma, o modelo de “Community Policing” visa uma paulatina retomada da ordem, sempre respeitando os direitos da minoria, agindo apenas quando necessário, retomando espaços degradados pela desordem e devolvendo-os à comunidade. Por fim, a presença e atuação do policial têm papel de produzir o bem-estar público e a sensação de segurança.

## Teoria das Janelas Quebradas
O termo “janelas quebradas” foi cunhado pelos criminólogos James Q. Wilson e George L. Kelling em um artigo chamado “Broken Windows” publicado na edição de março de 1982 da revista The Atlantic.  Porém, a maior repercussão da teoria veio com o livro Fixing Broken Windows (1996), escrito pelo próprio Kelling em conjunto com Catherine Coles.
Os autores basearam-se na metáfora das janelas quebradas para expressar a ideia que as pequenas desordens em um bairro são propícias a gerar ainda mais desordens e comportamentos inadequados, mesmo que não ofensivos às leis penais. Neste sentido, um bairro com pichações ou pessoas urinando em locais públicos, dentre outros sinais de comportamentos inadequados, trazem a sensação de que ninguém se importa com as condições daquele local e acarreta ainda mais atitudes de desordem. Tais comportamentos, se não contidos ou, em última hipótese, reprimidos, propiciam um aumento da criminalidade na região e incutem o medo nos moradores da vizinhança.
Na busca desse maior coletivismo e paz nas comunidades, os autores criticam as teorias de total proteção ao indivíduo perante o Estado que floresceram na década de 1960 nos EUA. Pode-se citar, por exemplo, a descriminalização da embriaguez em público e a desinstitucionalização dos doentes mentais e viciados em drogas, que não podiam mais ser forçados a se tratar em hospitais públicos. Eles condenam a política liberalizante vigente na época por julgarem-na responsável pelo aumento dos comportamentos nocivos à ordem social.

## Impacto

### Estados Unidos

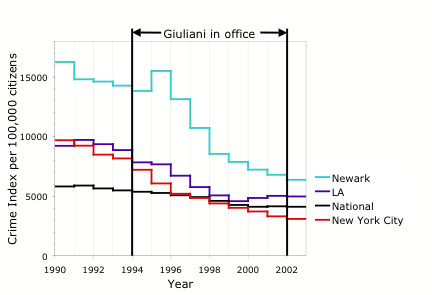
Fonte:US Department of Justice, Bureau of Justice Statistics, Uniform Crime Reports.

No ano de 1994 o republicano Rudolph Giuliani assumiu o cargo de prefeito de Nova Iorque, uma cidade que tradicionalmente votava nos democratas, e implementou uma série de mudanças na forma de combater o crime ao endossar a teoria das janelas quebradas. 
O governo Giuliani foi marcado por um aumento na repressão policial às pessoas consideradas estranhas ou indesejáveis aos “cidadãos”, como moradores de rua, limpadores de para-brisa e gangues de jovens. A política criminal implementada visava combater os pequenos delitos para restaurar a confiança na população e eliminar a sensação de insegurança. De fato, apesar de quase todos os nova-iorquinos temerem crimes mais graves como homicídio e estupro, o medo que neles incidia vinha de situações aparentemente banais como mendicância, porte de drogas e embriaguez. Assim, o prefeito colocou a polícia nas ruas para combater qualquer tipo de desordem e os resultados imediatos agradaram o eleitorado.
Se a política de tolerância zero estava, por um lado, atrelada a uma moral ultraconservadora de criminalização da pobreza e gerou efeitos perversos à população mais carente, em especial à juventude negra, por outro ela foi largamente importada pelos demais países capitalistas.
O movimento de lei e ordem busca trazer sensação de segurança ao cidadãos e fazer com que eles ocupem locais antes abandonados em função da degradação causadas por pessoas com comportamentos indesejados, como mendicância, embriaguez, uso e tráfico de drogas, prostituição, dentre outros. Esses comportamentos produzem medo e repulsa em grande parte da sociedade, compelindo as pessoas a abandonarem determinados locais públicos que tenderiam à degradação e se tornariam ambientes propício para a ocorrência de crimes.  
Entretanto a repressão à desordem nestes locais leva a diversas questões constitucionais que inevitavelmente são judicializadas. Por exemplo, a atuação da polícia, braço armado do Estado, que proíbe condutas na cidade de São Francisco, como a mendicância, em 1993, no governo do prefeito Jordan. A constitucionalidade desta norma não impede o seguinte questionamento: se essa lei pune as ações e comportamentos indesejáveis ou se pune os que não podem subsistir em outras condições, ou seja, criminalizam os pobres pelo fato de serem pobres.
Nesse sentido, a cidade de São Francisco não apenas adotou uma postura de repressão penal, porém também um política social massiva, investindo mais de 6 mil dólares por morador de rua a fim de garantir que tivessem um mínimo para sobrevivência. A questão da constitucionalidade deste projeto político foi levado à Suprema Corte, que entendeu não se tratar de proibição inconstitucional, uma vez que o modelo não punia a pobreza, pois o sem-teto poderia encontrar guarida no programa social a ele oferecido. 
Este tipo de iniciativa, a despeito de eventuais abusos e da judicialização demostrou significativo resultado quanto à redução da criminalidade na áreas anteriormente degradas, principalmente as centrais que foram revigoradas do ponto de vista econômico, uma vez que as pessoas de maior poder aquisitivo voltaram a ocupar este espaço.

## Críticas à Teoria
Pelos dados apresentados é plenamente possível questionar a qualidade da prática de política baseada no Law and Order. Primeiramente, percebe-se uma criminalização da população já historicamente marginalizada nos EUA, como os negros e, num período mais recente, os hispânicos. Esses dados passam desapercebidos pela opinião pública e pela imprensa, fiéis à queda dos índices de criminalidade divulgada pelos órgão oficiais. Tal queda, se realmente existiu de forma significativa, precisa ser relativizada, dizem os críticos, visto que, no ano de 1998 surgiram inúmeras denúncias de policiais que se viram forçados a alegar diminuição das taxas de criminalidade. A expressão decorrente desses escândalos “cooking the books” tornou-se famosa e preocupou autoridades federais americanas. 
Outros dados revelam o aumento da brutalidade policial, responsável por vários processos contra a prefeitura para exigência de indenização , e a indignação de setores da sociedade revoltados com os abusos policiais.
Diante das distorções ocorridas na prática, alguns autores dedicaram-se a criticar a teoria das janelas quebradas, que serviu para embasar políticas de tolerância zero.
De acordo com Harcourt, a teoria das janelas quebradas não é empiricamente comprovada e é bem provável que esteja equivocada. De fato, seus criadores afirmaram repetidas vezes que a teoria é baseada em experiência, porém não citam métodos científicos que a comprovem. Em segundo lugar, a política de tolerância zero implementada em Nova Iorque não pode ser citada como causa ou determinação da redução da criminalidade, já que as mesmas quedas nos índices foram vistas em inúmeras metrópoles americanas e, além disso, outros fatores foram determinantes na redução desses índices. O autor cita como exemplo as melhores condições econômicas dos anos 1990, a mudança no consumo de drogas do crack e cocaína para a heroína, novas tecnologias que permitiram à polícia responder de forma mais célere às chamadas, a prisão de grandes gangues de tráfico de narcóticos na cidade de Nova Iorque, dentre outras determinações.